# Развеивание праха

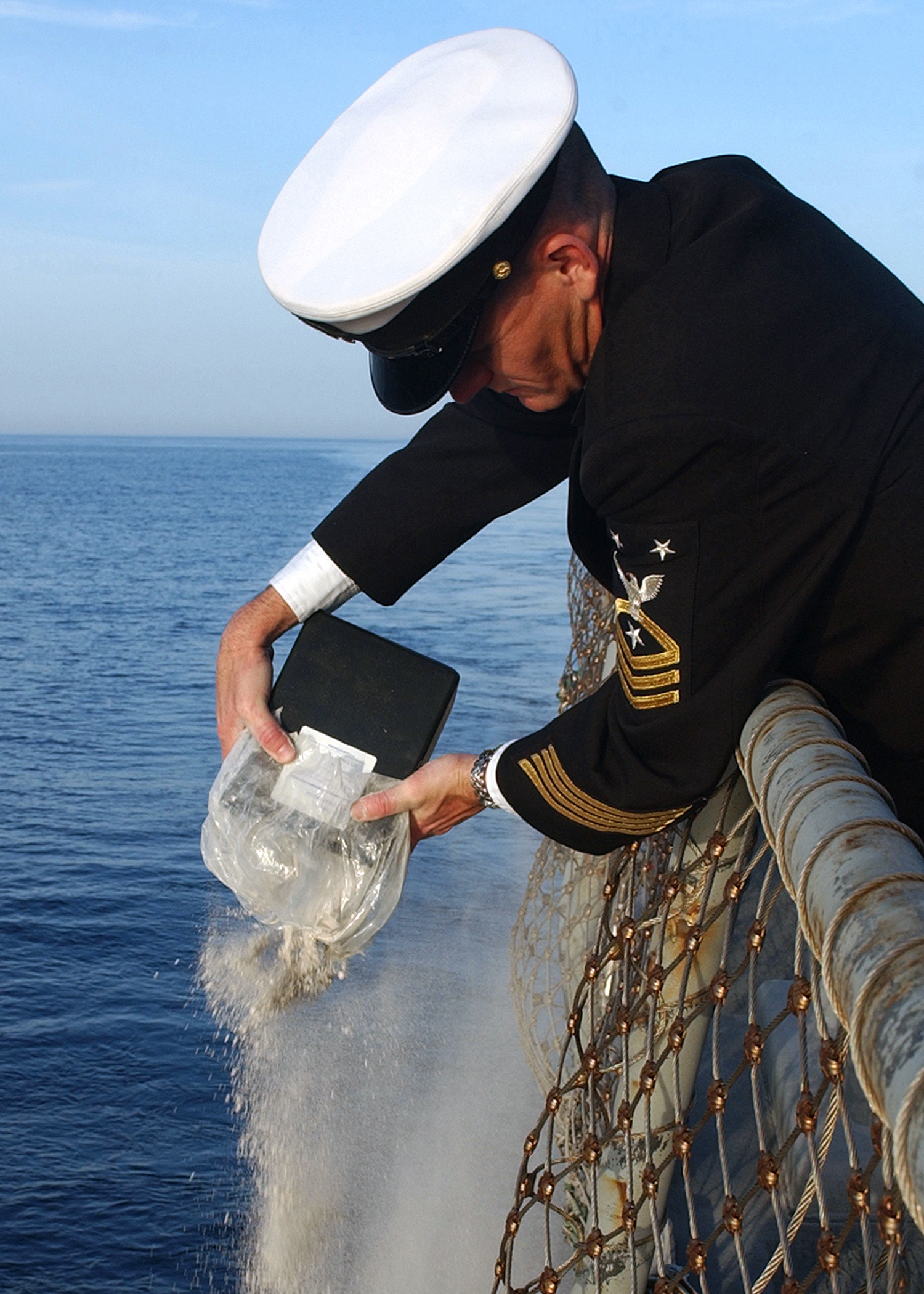
Церемония развеивания праха на военном корабле США

Разве́ивание пра́ха — одна из форм похорон, состоящая в рассеивании праха умершего после кремации на специальном участке на кладбище или в любом другом месте, в том числе над водной поверхностью, лесом, горами, в том числе с воздушных судов и с космических аппаратов, иногда выстрелом из оружия.

## Распространенность церемонии
Церемония развеивания праха достаточно популярна в США и в Европе и входит в стандартный набор предложений похоронных агентств. Заметным исключением среди европейских стран является Германия, где развеивание праха запрещено законом.
В Индии 78 % похорон заканчиваются развеиванием праха. Наиболее почётным считается быть кремированным в городе Варанаси с последующим развеиванием праха в реке Ганг.
Растёт популярность данной услуги и в Китае.
В России и СНГ в связи с большими количествами земли эта процедура ранее не имела большого распространения. С увеличением концентрации населения в мегаполисах и обусловленным дороговизной земли, дефицитом кладбищ и ростом стоимости погребения развеивание праха начинает приобретать всё большее значение. В регионах России и СНГ на кладбищах уже устраиваются специальные участки для развеивания праха, что узаконено национальным стандартом РФ, данные участки представляют собой простые асфальтовые площадки. Однако, например, в Санкт-Петербурге таких участков нет и услуга не предоставляется, считается, что решать, что делать с пеплом умершего — это личное решение покойного или его близких. 
В Москве зарубежные фирмы предлагают услугу по развеиванию праха над живописными местами планеты.
С 2004 года начато коммерческое развеивание праха в космосе: останки в специальной капсуле выводятся в открытый космос в ходе плановых космических запусков. В настоящее время единственной компанией, производящей такого рода развеивание праха, является американская Space Services Inc. На настоящий момент[какой?] проведено около 150 церемоний космического развеивания праха.